# Future Girls
Future Girls är ett studioalbum av den svenska popgruppen Smile.dk, släppt 2000. Spår från detta album finns på flera Dancemania megamix-album. 

## Låtlista
1. "Future Girls" – 3:35
2. "Doo-Be-Di-Boy" – 3:12
3. "Hollywood" – 3:20
4. "Counting on You" – 4:18
5. "Dancing All Alone" – 3:09
6. "Together" – 3:15
7. "Heal My Broken Heart" – 3:43
8. "Kissy Kissy" – 3:05
9. "Love & Devotion" – 3:34
10. "Don't Let Go" – 3:30
11. "Dragonfly" – 3:18
12. "Do You?" – 3:18